# 魚継福
魚継福（朝鮮語: 어계복）は、朝鮮氏族の慶興魚氏の始祖である。祖父は中国明で尚書侍郎を務めていた魚石奎である。
魚継福は、李氏朝鮮の咸鏡道慶興に移住して暮らしていた。